# Llista de peixos del riu Arkansas
Aquesta llista de peixos del riu Arkansas -incompleta- inclou 34 espècies de peixos que es poden trobar al riu Arkansas.
| Ordre          | Família        | Espècie                    | Observacions | Imatge                     |
| -------------- | -------------- | -------------------------- | ------------ | -------------------------- |
| Percopsiformes | Amblyopsidae   | Amblyopsis rosae           | Nadiu        | Amblyopsis rosae           |
| Atheriniformes | Atherinopsidae | Menidia beryllina          | Nadiu        |                            |
| Perciformes    | Centrarchidae  | Ambloplites ariommus       | Nadiu        | Ambloplites ariommus       |
| Perciformes    | Cichlidae      | Oreochromis aureus         | Introduït    | Oreochromis aureus         |
| Clupeiformes   | Clupeidae      | Alosa alabamae             | Nadiu        |                            |
| Cypriniformes  | Cyprinidae     | Chrosomus erythrogaster    | Nadiu        | Chrosomus erythrogaster    |
| Cypriniformes  | Cyprinidae     | Ctenopharyngodon idella    | Introduït    | Ctenopharyngodon idella    |
| Cypriniformes  | Cyprinidae     | Cyprinella camura          | Nadiu        |                            |
| Cypriniformes  | Cyprinidae     | Cyprinella spiloptera      | Nadiu        |                            |
| Cypriniformes  | Cyprinidae     | Hybognathus placitus       | Nadiu        |                            |
| Cypriniformes  | Cyprinidae     | Hybopsis amblops           | Nadiu        |                            |
| Cypriniformes  | Cyprinidae     | Hybopsis amnis             | Nadiu        |                            |
| Cypriniformes  | Cyprinidae     | Hypophthalmichthys nobilis | Introduït    | Hypophthalmichthys nobilis |
| Cypriniformes  | Cyprinidae     | Luxilus cardinalis         | Nadiu        |                            |
| Cypriniformes  | Cyprinidae     | Luxilus chrysocephalus     | Nadiu        | Luxilus chrysocephalus     |
| Cypriniformes  | Cyprinidae     | Lythrurus fumeus           | Nadiu        |                            |
| Cypriniformes  | Cyprinidae     | Macrhybopsis tetranema     | Nadiu        |                            |
| Cypriniformes  | Cyprinidae     | Nocomis asper              | Nadiu        |                            |
| Cypriniformes  | Cyprinidae     | Notropis girardi           | Nadiu        |                            |
| Cypriniformes  | Cyprinidae     | Notropis greenei           | Nadiu        |                            |
| Cypriniformes  | Cyprinidae     | Notropis ortenburgeri      | Nadiu        |                            |
| Cypriniformes  | Cyprinidae     | Notropis percobromus       | Nadiu        |                            |
| Cypriniformes  | Cyprinidae     | Notropis topeka            | Nadiu        |                            |
| Cypriniformes  | Cyprinidae     | Pimephales tenellus        | Nadiu        |                            |
| Cypriniformes  | Cyprinidae     | Platygobio gracilis        | Nadiu        |                            |
| Siluriformes   | Ictaluridae    | Noturus miurus             | Nadiu        | Noturus miurus             |
| Siluriformes   | Ictaluridae    | Noturus placidus           | Nadiu        | Noturus placidus           |
| Perciformes    | Percidae       | Etheostoma cragini         | Nadiu        |                            |
| Perciformes    | Percidae       | Etheostoma gracile         | Endèmic      |                            |
| Perciformes    | Percidae       | Etheostoma histrio         | Nadiu        | Etheostoma histrio         |
| Perciformes    | Percidae       | Etheostoma mihileze        | Nadiu        |                            |
| Perciformes    | Percidae       | Etheostoma stigmaeum       | Endèmic      | Etheostoma stigmaeum       |
| Perciformes    | Percidae       | Percina copelandi          | Nadiu        |                            |
| Perciformes    | Percidae       | Percina nasuta             | Nadiu        |                            |